# Повзунець
Повзунець — український сценічний танець, вперше поставлений Павлом Вірським. При створенні танцю за основу взятий фольклорний рух «повзунець». 
В танці більшість танцювальних па виконується на зігнутих в колінах ногах, із періодичним підстрибуванням з зігнутих ніг. 
Є одним з найвідоміших українських танців. Повзунець є жартівливим сюжетним танцем, в якому танцівники демонструють свою спритність, вправність та дужість. Традиційно танець виконують 10 хлопців. На початку танцю вони вишиковуються один за одним за першою правою кулісою і виходять в зал на зігнутих ногах описуючи арко подібний шлях. Танець традиційно містить 17 танцювальних фігур.
Танець увійшов до золотого фонду національного хореографічного мистецтва.